# Trichopterigia adorabilis
Trichopterigia adorabilis là một loài bướm đêm trong họ Geometridae.